# 17855 Ґефферт
17855 Ґефферт (17855 Geffert) — астероїд головного поясу, відкритий 19 травня 1998 року.
Тіссеранів параметр щодо Юпітера — 3,200.